# Striga angustifolia
Striga angustifolia là loài thực vật có hoa thuộc họ Cỏ chổi. Loài này được (D. Don) C.J. Saldanha miêu tả khoa học đầu tiên năm 1963.